# Choroba wtrętowa
Choroba wtrętowa – zespół wrodzonej cytomegalii, jest to pierwotne, objawowe, wewnątrzmaciczne zakażenie płodu wirusem CMV, przebiegające pod postacią ciężkiej choroby wielonarządowej, kończącej się często zgonem niemowlęcia.
Do objawów choroby wtrętowej należą:
- małopłytkowość z objawami skazy krwotocznej
- anemia hemolityczna z towarzyszącą erytroblastozą
- hepatosplenomegalia
- żółtaczka
- zapalenie mięśnia sercowego
- śródmiąższowe zapalenie płuc
- głuchota
- zapalenie siatkówki i naczyniówki

Większość z wymienionych objawów może występować osobno lub układać się w dowolne zespoły.
Niekiedy zespół wrodzonej cytomegalii przebiega poronnie, a objawy ujawniają się w dalszym etapie rozwoju dziecka i charakteryzują się opóźnieniem rozwoju psychofizycznego oraz niedosłuchem bądź głuchotą.

Przeczytaj ostrzeżenie dotyczące informacji medycznych i pokrewnych zamieszczonych w Wikipedii.